# Genaro Vázquez Rojas, Tapachula
Genaro Vázquez Rojas är en ort i Mexiko.   Den ligger i kommunen Tapachula och delstaten Chiapas, i den sydöstra delen av landet, 900 km sydost om huvudstaden Mexico City. Genaro Vázquez Rojas ligger 9 meter över havet och antalet invånare är 164.
Terrängen runt Genaro Vázquez Rojas är mycket platt. En vik av havet är nära Genaro Vázquez Rojas åt sydväst. Runt Genaro Vázquez Rojas är det ganska tätbefolkat, med 129 invånare per kvadratkilometer. Närmaste större samhälle är Puerto Madero, 8,6 km väster om Genaro Vázquez Rojas. Omgivningarna runt Genaro Vázquez Rojas är en mosaik av jordbruksmark och naturlig växtlighet.